# Peter Kalin
Peter Kalin, slovenski nogometaš, * 12. maj 1982.
Kalin je nekdanji profesionalni nogometaš, ki je igral na položaju vezista. V svoji karieri je igral za slovenski klub Primorje ter italijanske Pro Gorizio, Manzanese, Triestino, Tolmezzo Carnia, Zaule Rabuiese, Gemonese. I.S.M. Gradisco, Codroipo, Corno in Lumignacco. Skupno je v prvi slovenski ligi za Primorje odigral 150 tekem in dosegel osem golov.